# Hiidensaari (ö i Södra Savolax, S:t Michel, lat 61,41, long 28,07)
Hiidensaari är en ö i Finland. Den ligger i sjön Saimen och i kommunen Puumala i den ekonomiska regionen  S:t Michel och landskapet Södra Savolax, i den södra delen av landet, 220 km nordost om huvudstaden Helsingfors. Öns största längd är 9,7 kilometer i nord-sydlig riktning.